# وفاء بنت حشر آل مكتوم
وفاء بنت حشر آل مكتوم هي فنانة إماراتية وعضوة في الأسرة الحاكمة بدبي، وهي مؤسس ومدير FN Design; وهو إستوديو متعدد التخصصات في الفن والتصميم ويقع في حي القوز بدبي. وهي ابنة العم الثانية لمحمد بن راشد آل مكتوم نائب رئيس دولة الإمارات العربية المتحدة ورئيس مجلس الوزراء بدولة الإمارات العربية المتحدة وحاكم إمارة دبى

## المعارض
1. 2015 معرض FISTICUFFS, السركال أفنيو، حي القوز، دبى، الإمارات العربية المتحدة (رعاية).[2]
2. 2015 بيوتوبسي، السركال أفنيو، حي القوز، دبي، الإمارات العربية المتحدة(رعاية).[3]
3. 2014 معرض سكة الفنى، حى القوز، دبي، الإمارات العربية المتحدة (رعاية).[4]
4. 2014 معرض فن الرسم على لوح التزلج، دبي، الإمارات العربية المتحدة (رعاية).[5]
5. 2009 اسكتش، السركال أفنيو، دبي، الإمارات العربية المتحدة (مؤسس).[6]

## رعاية
| السنة | الهيئة                                   | اللقب | الشريك                       |
| ----- | ---------------------------------------- | ----- | ---------------------------- |
| 2014  | جائزة التميز                             | راعى  | هوسبيتاليتي مانجمنت هولدينجز |
| 2014  | أيام التصميم بدبي                        | راعى  |                              |
| 2013  | معرض الشرق الأوسط للأفلام والقصص المصورة | راعى  |                              |
| 2013  | المسابقة الدولية لجائزة الفنان الناشئ    | راعى  | هيئة دبي للثقافة والفنون     |
| 2013  | أيام التصميم بدبي                        | راعى  |                              |
| 2012  | أيام التصميم بدبي                        | راعى  |                              |